# Châlons (Isère)
Châlons település Franciaországban, Isère megyében. Lakosainak száma 169 fő (2022. január 1.). Châlons Saint-Sorlin-de-Vienne, Vernioz, Les Côtes-d’Arey, Monsteroux-Milieu, Montseveroux és Assieu községekkel határos.

## Népesség
A település népességének változása:
| Lakosok száma | 55   | 134  | 163  | 155  | 170  | 176  | 180  | 175  | 173  | 169  |
|               | 1968 | 1982 | 1990 | 2006 | 2013 | 2015 | 2017 | 2019 | 2020 | 2022 |